# 水珠驼蝶螺
水珠驼蝶螺（学名：Cavolinia gibbosa）是翼足目真被殻亞目驼蝶螺科驼蝶螺属的一种。

## 分佈
主要分布于台湾，常栖息在浅海沙底。